# اللغات الآلتائية
 اللغات الآلتائية هي مجموعة لغات تضم ثلاث أسر لغوية وهي:
- اللغات التركية (لغة جمهورية تركيا هي إحدى لغات هذه الأسرة)
- اللغات المنغولية (اللغة الرسمية لجمهورية منغوليا والتي تسمى بلغة الخالخا هي إحدى لغات هذه الأسرة)
- اللغات المنشورية التنغوسية

ويختلف العلماء على لغتين:
- اليابانية
- الكورية

فيقول الكثير أن أصل هتين اللغتين ليس معروف بعد. لكن البعض ممن دخل في القضية يعتبرهما فرعين من الألتائية ، ولكن الدراسات المعاصرة تعدهما من ضمن منظومة اللغات الصينية.
وقد سميت هذه اللغات بالألتائية نسبة إلى جبال ألطاي في آسيا الوسطى
ويقطن الناطقون بهذه المجموعة في المناطق الشمالية الشرقية لقارة آسيا وفي المقاطعات الشمالية، والشمالية الشرقية للصين وفي منغولية وآسيا الوسطى وجنوب سيبرية وتركية والشرق الأدنى وشبه جزيرة البلقان.
ومما تجدر ملاحظته في اللغات الألتائية تاريخ مدوناتها القريب، فأقدم أثر للّغات التوركية يعود إلى القرن الثامن الميلادي، والمغولية إلى القرن الثالث عشر، أما اللغات المنشورية ـ التنغوسية فقد ظهرت في القرن السابع عشر. فاللغة المنشورية مثلاً كانت إحدى اللغات الرسمية في الحكم المنشوري الذي امتد من عام 1644 إلى عام 1911.
ويعتقد الكثير من علماء اللغة أن التشابه الكبير في المفردات وبناء الجملة والتراكيب بين هذه اللغات يعد مؤشراً واضحاً على أنها انبثقت من أصل واحد، ولهذا السبب يمكن أن يطلق عليها اسم أسرة اللغات الألتائية.

## مجموعة اللغات التركية
تعد اللغة التركية أهم لغة في هذه المجموعة، إذ يتجاوز عدد الناطقين بها أكثر من 80 مليون نسمة، مما يجعلها أكثر لغة محكية من بين عائلة اللغات التركية.
ومن اللغات البارزة في هذه المجموعة اللغة الأوزبكية (وتستعمل في أوزبكستان)، واللغة الأذربيجانية (وتستعمل في إيران وجمهورية أذربيجان وروسية الاتحادية)، واللغة التركمانية (وتستعمل في تركمانستان وبعض جمهوريات روسية الاتحادية والبلاد العربية وتركية)، واللغة التترية (تستعمل في المناطق التي يسكنها التتر في روسية الاتحادية ورومانية وتركية وبلغارية)، واللغة الكازاخية (وتستعمل في كازاخستان وروسية الاتحادية ومنغولية)، إضافة إلى اللغة القيرغيزية، واللغة الياقوتية. ومما يجدر ذكره أن عدد الناطقين بلغات هذه المجموعة كلغة أم يتجاوز 280 مليون نسمة.

## مجموعة اللغات المنغولية
تعد اللغة المنغولية من أهم لغات هذه المجموعة.
وهي تستعمل في جمهورية منغولية الشعبية والصين.
وتضم المجموعة لغات أخرى مثل القلموقية، والبيرياتية والداغورية والمنغورية.

## مجموعة اللغات المنشورية ـ التنغوسية
من أبرز لغات هذه المجموعة اللغة المنشورية التي كانت تستعمل في الصين، أما اللغات التنغوسية فتستعمل خاصة في روسية وتشمل لغات مثل التنغوسية والنانية والإفينكية واللاموتية التي تنتشر في روسية.

## ما يتصل بعلم الأصوات اللغوي
البساطة هي السمة المميزة للنظم الصوتية في اللغات الألتائية. فهناك غنىً في الصوائت vowels وقلة في الصوامت، إضافة إلى ذلك يندر وجود صوامت متوالية في مقطع واحد. كما يعد تناسق الأصوات من أبرز الخصائص الصوتية للغات الألتائية مثال: تناسق الصائت الغاري (وهو صوت يلامس أو يقارب فيه اللسان غار الفم وهو الحنك الصلب (والصائت الشفوي، أي إن الصوائت الخلفية أو الصوائت الأمامية والصوائت المدورة (المضمومة) أو الصوائت غير المدورة (غير المضمومة) فقط يمكن أن تقع في الكلمة نفسها. إن تناسق الصوائت يختلف من لغة إلى أخرى من هذه الأسرة، فضلاً عن أن هذا التناسق لم يبلغ مرحلة متطورة في مجموعة اللغات المنشورية ـ التنغوسية.

## النحو والصرف
اللغات الألتائية لغات لاصقة. أي أن الكلمات فيها تتألف بإضافة اللواحق إلى الجذور، ويمكن أن يضاف عدد كبير من اللواحق إلى الجذر الواحد. هناك قواعد صارمة تضبط ترتيب اللواحق التي لها وظائف نحوية متنوعة. ولا توجد في اللغات الألتائية أداة للتعريف وليس هناك جنس اسمي، كما أن حروف الجر لا تسبق الأسماء بل تليها. وتستعمل اللغات الألتائية الاسم في صيغة المفرد مع أسماء العدد.
يمكن تمييز ثلاثة أنواع متباينة من أقسام الكلام، الاسم والفعل والأداة (الحرف). وليس في اللغات التوركية والمغولية أي وسيلة صرفية (لواحق معينة مثلاً) للتمييز بين الأسماء والصفات، وليس فيها فعل يدل على الامتلاك إذ يعبر عن فكرة الامتلاك بطرق لغوية أخرى، وتكثر في اللغات الألتائية الأسماء المشتقة من الأفعال.
لا يمكن تجاهل السمات المشتركة بين اللغات الألتائية على الرغم من وجود فوارق نحوية رئيسة بينها. على سبيل المثال، تأتي الصفة دائماً قبل موصوفها، وفي حالة الإضافة يأتي المضاف إليه أولاً والمضاف ثانياً، وفي اللغات التنغوسية تتوافق الصفة مع الموصوف في العدد والحالة الإعرابية. وفيما يتعلق ببناء الجملة الألتائية فإن عدد الجمل التابعة التي تبدأ بأداة عطف أو ضمير موصول قليل. ويعد عطف النسق بوساطة الأسماء المشتقة من الأفعال أساس بناء الجملة في اللغات الألتائية، لكن علاقات التبعية (الحَمْل) نادرة.
تتمتع اللغات المنشورية ـ التنغوسية بنظام صرفي أكثر تعقيداً من النظام الصرفي في اللغات التوركية والمغولية، لكن النظام النحوي فيها أبسط من النظام النحوي في اللغات التوركية. فاللغات المنشورية ـ التنغوسية تسمح بنوع من الحرية النحوية، في حين تضع اللغات التوركية والمغولية قيوداً نحوية على حركة أجزاء الجملة.

## بالمفردات
في اللغات الألتائية كثير من الكلمات الدخيلة، وأقدم هذه الكلمات ترتبط باللغات السامية والهندية ـ الأوربية والأورالية. وفي الجزء الشرقي من المنطقة التي تنتشر فيها اللغات الألتائية أدخل الصينيون كلمات كثيرة إلى اللغات التوركية القديمة واللغات المغولية الوسطى، إضافة إلى اللغات التوركية والمغولية المعاصرة، وأيضاً إلى اللغات المنشورية ـ التنغوسية، وخاصة إلى اللغات المنشورية. كما كان للغات المغولية صلات مع اللغة التبتية عن طريق الأدب البوذي ولهجات معينة. وهناك علاقات لغوية وثيقة بين اللغات التوركية والمنغولية المحلية في منغولية وجنوبي سيبرية، وكذلك بين اللغات التوركية والإيرانية في آسيا الوسطى والشرق الأقصى.
لقد مهد انتشار الإسلام الطريق أمام كلمات من العربية والفارسية لتدخل اللغات التوركية، كما أدى وجود علاقات بين الإمبراطورية العثمانية وتركية والحضارات الغربية إلى دخول كلمات إلى اللغة التركية من الفرنسية والإيطالية والألمانية. وكان للغة الروسية النصيب الأوفر في التأثير على اللغات التركية المنتشرة في الاتحاد السوفييتي سابقاً، ولم يكن للغات البلقانية والأناضولية والقوقازية وبعض اللغات الأورالية كبير الأثر في اللغات التركية.
لقد كان تأثير اللغة العربية والفارسية كبيراً في مفردات اللغات الأدبية للشعوب التوركية التي اعتنقت الإسلام واستفادت من ثقافته، ولم يقتصر ذلك على مفردات اللغة بل تعداها إلى النظام النحوي ونظام الوحدات الصوتية وتناسق الأصوات في بعض اللغات. فمثلاً كان تأثير اللغة الفارسية ملحوظاً في اللغة الأوزبكية. ولا ينبغي هنا أن يغفل تأثير اللغات الألتائية على اللغات الأخرى مثل الروسية والفارسية والبلقانية.
إن التشابه في مفردات اللغات الألتائية يظهر أن العلاقة بين اللغات التوركية والمغولية أمتن من العلاقة القائمة بين هاتين المجموعتين من اللغات واللغات المنشورية ـ التنغوسية.

## ما يتصل بنظام الكتابة
استعملت الشعوب الألتائية عدة نظم للكتابة، ويحتمل أن يكون أول نظام كتابة استخدمته الشعوب التركية من أصل سامي ومأخوذ من اللغة الآرامية على وجه التحديد. وفي القرنين الثالث عشر والرابع عشر استعملت الشعوب التركية المسيحية التي عاشت في آسيا الوسطى نظاماً للكتابة يعود إلى اللغة السريانية. وبعد اعتناق الشعوب التركية الإسلام في القرن الحادي عشر أصبحت الكتابة العربية أكثر شيوعاً من غيرها، وفي الأناضول استعملت بعض الأقليات حروف الكتابة اليونانية وبعضها الآخر حروف الكتابة الأرمنية، كما استعملت الكتابة الأرمنية في أوكرانية في القرنين السادس والسابع عشر. لكن استبدلت بالكتابة العربية الكتابة اللاتينية في تركية في عام 1929. وقد استعملت الكتابة المنغولية في منغولية والكتابة المنشورية في منشورية كما ظهرت نظم أخرى للكتابة.